# Chanabád
Chanabád je jednou z městských částí Qo'rg'ontepa v Andižanu v Uzbekistánu. Má populaci (počítáno pro rok 2009) 34 774 obyvatel. Město se nachází v údolí Fergana, na pravém břehu řeky Karadarja (Qaradaryo), na východním konci regionu, na hranici s Kyrgyzstánem.
Chanabád se dříve jmenoval Karabagiš, Sovětabád (1972 až 1991) a Chanabadski. Nachází se na důležité spojovací silnici M41, která protíná Kyrgyzstán a Tádžikistán. Kdysi to byla vesnice na Hedvábné stezce.